# Club Atlético Defensores de Glew

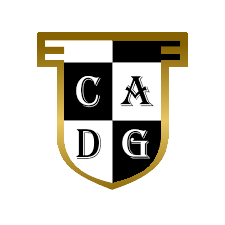
Escudo de Defensores de Glew

El Club Atlético Defensores de Glew es una entidad deportiva de la localidad de Glew, en el partido de Almirante Brown, en la Provincia de Buenos Aires. Fue fundado el 25 de mayo de 1920.
Su disciplina más destacada es el fútbol masculino, en la cual comenzó a disputar el Torneo Promocional Amateur, la quinta y última categoría para los clubes directamente afiliados a la AFA, a partir del 2024. A su vez, está afiliado a la Liga Metropolitana de Fútbol de San Vicente. También disputa futsal, handball, rugby y tiene escuela infantil de fútbol.
Su estadio lleva el nombre de Glorioso de Parque Roma, con un aforo de 500 personas. A pesar de poseer este terreno propio, el club disputa sus encuentros como local en el estadio de Brown de Adrogué. Su indumentaria principal es de bastones de color blanco y negro.

## Historia
Defensores de Glew fue fundado el 25 de mayo de 1920 por un grupo de vecinos de la localidad de Glew conformado por Julio Quinteiro, Luciano Casado, Emilio Belloti, Victorio Giusti, Miguel Meccia, Juan Gutiérrez, Agustín de la Torre, Antonio Meccia, Carlos Calegari, Juan Higuiabehere, Luis Belloti, Alfredo Glew, Modesto Quinteiro y Aparicio Guerin. Hasta 1966, tuvo su sede en la actual ubicación del Banco de la Provincia de Buenos Aires, tras lo cual se mudaron en 1968 a su actual ubicación.
Durante las décadas de 1970 y 1980 tuvo su mayor crecimiento, con la inauguración de una pileta, una cancha de básquet, un gimnasio, un jardín de infantes y el Instituto Modelo, un colegio de educación inicial, primaria y secundaria.

### Fútbol
Entre 2017 y 2020 estuvo afiliado a la Liga Chascomunense de Fútbol, de la cual fue subcampeón en 2019. En 2021 se convirtió en miembro fundador de la Liga Metropolitana de Fútbol de San Vicente, de la cual fue campeón en 2021, 2022 y 2023.
Debido a sus resultados en ambas ligas se clasificó para participar en 5 ediciones del Torneo Regional Federal Amateur, en las temporadas 2020, 2020-21, 2021-22, 2022-23 y 2023-24.
A partir de 2024 fue invitado a participar del Torneo Promocional Amateur.

### Rugby
El primer antecedente de disputa del deporte fue con el nombre de Montoneros en los años 1970, con una divisa blanca con puño y cuello celestes que luego pasaron a bastones blancos y negros. Su primera afiliación fue a la Asociación de Rugby del Río Paraná, donde llegó a disputar y perder una final frente a San Pedro, y en 1986 se erigió como fundador de la Unión de la Cuenca del Salado.
En la actualidad forma parte de la División de Desarrollo de la URBA.

## Plantel 2024
- Actualizado el 14 de febrero de 2024

- Los equipos argentinos están limitados a tener un cupo máximo de seis jugadores extranjeros, aunque solo cinco podrán firmar la planilla del partido

## Datos del club
Cuarta categoría:
- Temporadas en el Torneo Regional Federal Amateur: 5 (2020 - 2023-24)

Quinta categoría:
- Temporadas en el Torneo Promocional Amateur: 1 (2024)

## Palmarés
| Títulos locales (3)                             | Títulos locales (3) | Títulos locales (3) |
| Competición                                     | Títulos             |                     |
| ----------------------------------------------- | ------------------- | ------------------- |
| Liga Metropolitana de Fútbol de San Vicente (3) | 2021, 2022, 2023.   |                     |